# Yin & Yang (албум Николије)
Yin & Yang (Јин и Јанг) други је студијски албум српске певачице Николије Јовановић, издат 24. априла 2019. године за IDJTunes. Yin & Yang је уследио након Николијног албума првенца №1 из 2016. године и неколико синглова након тога. Ово изадње садржи десет песама урбане музике са примесама електронске, поп, фолк и денсхол музике. 
Албум, између осталих, потписују и извођачи из хип-хоп издавачке куће Bassivity Digital Слободан Вељковић Цоби, Лука Јовановић Luxonee, Драгутин Гроздановић Furio Đunta, Никола Кирћански Kei, Петар Лугоња Rolex, Бранко Кљајић Fox и Марко Миливојев Мили. 
Насловна нумера, која уводи цео концепт албума, алудира на древну кинеску филозофију, која је се у овом случају односи на спој различитих жанрова, стилова, позитивних и негативних коментара који чине Николијину музику. Она је такође изјавила да овим албум није хтела да подилази публици и прави компромисе, као што је то радила неким песмама са претходног, и све песме је бирала по својим афинитетима.

## Синглови
Албум Yin & Yang садржи следеће синглове:
- "Лош момак", 21. јул 2017.[2]
- "Нема лимита", 14. мај 2018.[3]
- "Слажем", 15. август 2018.[4]
- "", 29. март 2019.[5]
- "Није лако бити ја" (дует са Фоксом), 13. април 2019.[6]

## Списак песама
| №   | Назив                              | Аутор(и)                                  | Продуцент(и)                     | Трајање |  |
| 1.  |                                    | Теодора Павловска                         | Т. Павловска                     | 03:25   |  |
| 2.  | Није лако бити ја (дует са Фоксом) | Бранко Кљајић, Слободан Вељковић          | Лука Јовановић, С. Вељковић      | 02:54   |  |
| 3.  | Што ми ради то                     | Драгутин Гроздановић, С. Вељковић         | Л. Јовановић, С. Вељковић        | 03:08   |  |
| 4.  | Дама без пардона                   | Марко Миливојев, С. Вељковић              | Л. Јовановић, С. Вељковић        | 02:39   |  |
| 5.  | Ове ноћи                           | Никола Кирћански, С. Вељковић             | Л. Јовановић, С. Вељковић        | 03:36   |  |
| 6.  | Харизма                            | Вуксан Билановић, Марко Морено            | М. Морено                        | 02:58   |  |
| 7.  | Тигар                              | Милан Радуловић,                          | Милан Новаковић, М. Морено       | 02:21   |  |
| 8.  | Лош момак                          | Петар Лугња, С. Вељковић                  | Л. Јовановић, С. Вељковић        | 03:27   |  |
| 9.  | Нема лимита                        | Т. Павловска, Ђорђе Ђорђевић              | Небојша Арежина, Марко Перуничић | 03:30   |  |
| 10. | Слажем                             | С. Вељковић, Д. Гроздановић, Реља Поповић | Л. Јовановић, С. Вељковић        | 03:25   |  |